# غیرت (فیلم ۱۹۸۵)
غیرت (به هندی: Sarfarosh) فیلمی محصول سال ۱۹۸۵ و به کارگردانی داساری ناریانا رائو است. در این فیلم بازیگرانی همچون جیتندرا، سری دوی، لینا چاندوارکار، قادرخان، پریم چوپرا، آسرانی، باب کریستو، پران، رانجیت، بهارات بوشان، بیندو ایفای نقش کرده‌اند.